# Orepukia geophila
Espèce
Orepukia geophila est une espèce d'araignées aranéomorphes de la famille des Cycloctenidae.

## Distribution
Cette espèce est endémique de Nouvelle-Zélande.

## Publication originale
- Forster & Wilton, 1973 : The spiders of New Zealand. Part IV. Otago Museum Bulletin, vol. 4, p. 1-309.